# Vogelmahl
Das Vogelmahl, auch Vogelmal, Vogelmolken, Tagmulchen oder kurz nur Alprecht genannt, ist ein herrschaftliches Regal. Es lag als dingliche Abgabe auf verschiedenen Alpwirtschaften in Liechtenstein, dem südlichen Vorarlberg (Feldkirch, Bludenz, Frastanz, Großes Walsertal) und nordöstlichen Churrätien und einmal im Jahr in Form von Käse und Butter zu entrichten war.
Bemessungsgrundlage für die Abgabe war der Milchertrag eines Almtages; der Jakobitag (25. Juli) diente häufig als Stichtag. Außerhalb des oben genannten, geographisch recht engen Raumes, ist diese Abgabe nicht bekannt, sodass sie insgesamt als churrätisches Rechtselement gilt. Diese Abgabe erscheint erstmals 1355 in einer Urkunde zweier werdenbergischer Grafen. Am längsten konnte sie sich im Gebiet des heutigen Fürstentums Liechtenstein halten; erst 1861 konnten hier die Alpbesitzer diese Verpflichtung durch eine einmalige Geldzahlung an die Grundherrschaft löschen.
Dem Vogelmahl liegen die ursprünglichen Eigentumsrechte an Grund und Boden zugrunde, die in den Händen der Herrscherfamilien lagen. Zum Teil gingen diese im Laufe der Zeit als Lehen an Bedienstete über, die sie ihrerseits wieder weiterverliehen. So wurden auch bäuerliche Dorfgemeinschaften und freie Bauern Lehensnehmer. Die meisten dieser Lehen wurden mit der Zeit erblich und unterschieden sich so nur mehr formal von Eigengütern. Verbunden mit den Besitzrechten waren andere Rechte, zum Beispiel das Jagdrecht, das in den meisten Fällen innerhalb der Adelsfamilie verblieb. Das Vogelmahl scheint sich aus diesem adeligen Jagdregal entwickelt zu haben, das auch als Verpflichtung zur Jagd zu verstehen war. Die Bewirtschafter der Alpe verpflichteten sich, den Jagdherren dafür zu entschädigen, dass er sie und das Almvieh vor Wölfen, Bären und Luchsen schützte. Ursprünglich scheint diese Bezahlung als Naturalabgabe in Form von Futter für Hunde und Greifvögel erfolgt zu sein, die zur Jagd eingesetzt wurden. Daher der Name, der schon im Laufe des späten Mittelalters nicht mehr verständlich gewesen sein dürfte. Aus dieser Naturalabgabe entwickelte sich der Naturalzins in Form von Butter und Käse.

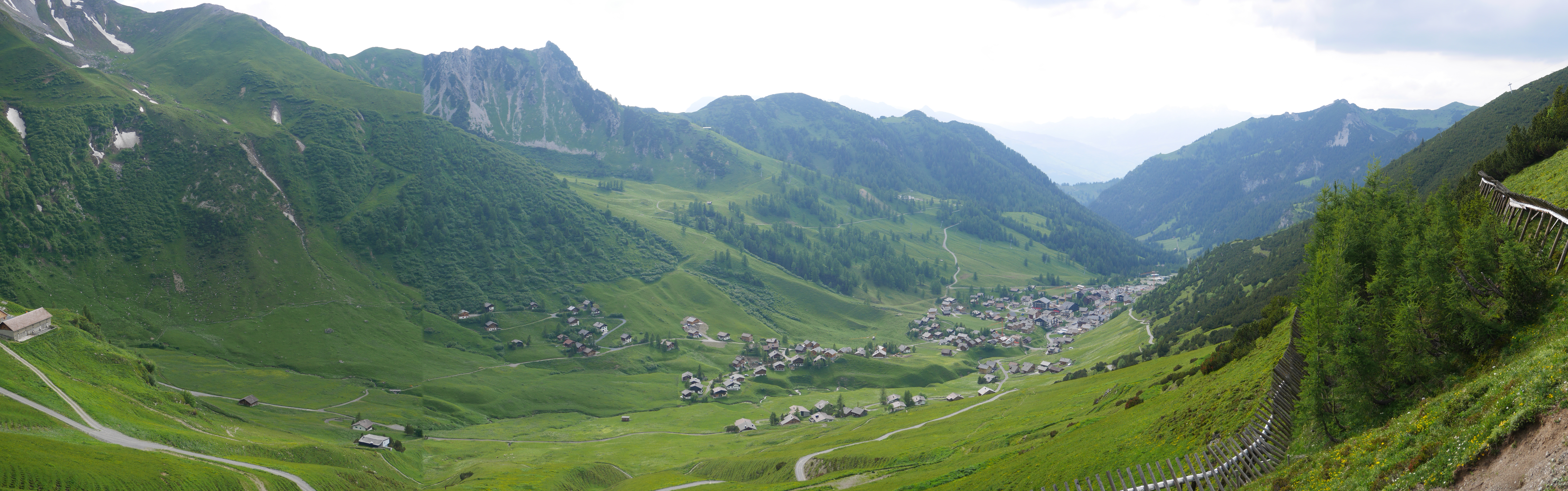
Die Alpe Malbun, ursprünglich in werdenbergischem Eigentum

Über die Höhe des Zinses liegen aus verschiedenen Urkunden detaillierte Angaben vor, die belegen, dass das Vogelmahl weit mehr als eine symbolische Abgabe war, auch wenn berücksichtigt werden muss, dass die Umrechnung mittelalterlicher Maßeinheiten meist einer gewissen Unschärfe unterliegt. So gibt das Brandisische Urbar aus dem Jahre 1507 für die besonders ertragreiche Alpe Malbun eine Leistung von 2 Viertel Butter und 23 Laiben Käse an. Das Viertel war im Mittelalter das gebräuchlichste Hohlmaß und fasste im östlichen, alpinen Raum der Schweiz zwischen 29 und 38 Liter. Heute liegt das Gewicht eines Laibes Alpkäse zwischen 20 und 30 kg. Die jährliche Abgabe Malbuns hätte also zwischen 58 und 76 Liter Butter und zwischen 460 und 805 kg Käse betragen. Die Alpe Malbun gelangte schon im 13. Jahrhundert als Erblehen in den Besitz von Vaduzer und Schaaner Familien. Aus verschiedenen Urbaren ist die Höhe des Vogelmahls für diese Alpe bekannt.